# Stolephorus commersonnii
Stolephorus commersonnii es una especie de pez del género Stolephorus, familia Engraulidae, orden Clupeiformes. Fue descrita científicamente por Lacepède en 1803.
Es una especie inofensiva para el ser humano y posee un gran valor comercial. Se alimenta de plancton superficial, principalmente copépodos y larvas de camarón.

## Descripción
La longitud estándar es de 11,2 centímetros.

## Distribución y hábitat
Se distribuye por el océano Índico: endémica de Mauricio. En la costa oriental de África, desde el golfo de Adén hasta Zanzíbar, el norte de Madagascar, hacia el este hasta Hong Kong y Papúa Nueva Guinea. Habita en estuarios y zonas costeras donde puede alcanzar los 50 metros de profundidad.